# 溝口勝如
溝口 勝如（みぞぐち かつゆき）は、江戸時代後期（幕末）の旗本。通称は八十五郎。伊勢守。石高2500石。子に友三郎（末子、溝口勝為の養子）ら。

## 略歴
小普請組、中奥番士、使番、目付と昇進する。文久元年（1861年）ロシア軍艦対馬占領事件では外国奉行小栗忠順と共に折衝に当たった。慶応元年（1865年）長州征討に陸軍奉行として従軍し、京で陸軍奉行並、勘定奉行（慶応3年1月16日 - 12月28日）を歴任し、田安徳川家の家老となった。
明治以降は徳川家達公爵家の家令（使用人を統括する執事のような存在）を務めていた。明治25年（1881年）、親交のあった勝海舟は、長男の小鹿が没したため、徳川慶喜の末子精を養嗣子にしたいと願い、勝如はこれをまとめた。